# 엘렌 오시에르
엘렌 오시에르(Ellen Osiier, 1890년 8월 13일~1962년 9월 6일)는 덴마크의 펜싱 플뢰레 선수였다. 오시에르는 덴마크 북윌란 지역의 예링에서 태어났다.
1924년 파리 하계 올림픽은 여자 펜싱이 최초로 정식 종목으로 채택된 올림픽이었다. 당시 33세였던 오시에르는 대회에 출전한 16경기에서 무패를 기록하며 금메달을 획득했다. 이 우승으로 오시에르는 올림픽 최초의 여자 펜싱 챔피언이 되었다.
그녀의 남편인 이반 오시에르는 7번의 올림픽에 출전하여, 1912년 하계 올림픽에서 에페 개인전 은메달을 획득했다.